# Obarów
Obarów (ukr. Обарів) – wieś na Ukrainie, w rejonie rówieńskim obwodu rówieńskiego, na Wołyniu.
Pod koniec XIX w. we wsi znajdowała się murowana cerkiew. Własność Czetwertyńskich.
W okolicach tej miejscowości w 1920 rozgrywała się bitwa pod Równem
Na terenie pobliskiego Gródka znajduje się stacja kolejowa Obarów.

## Bibliografia

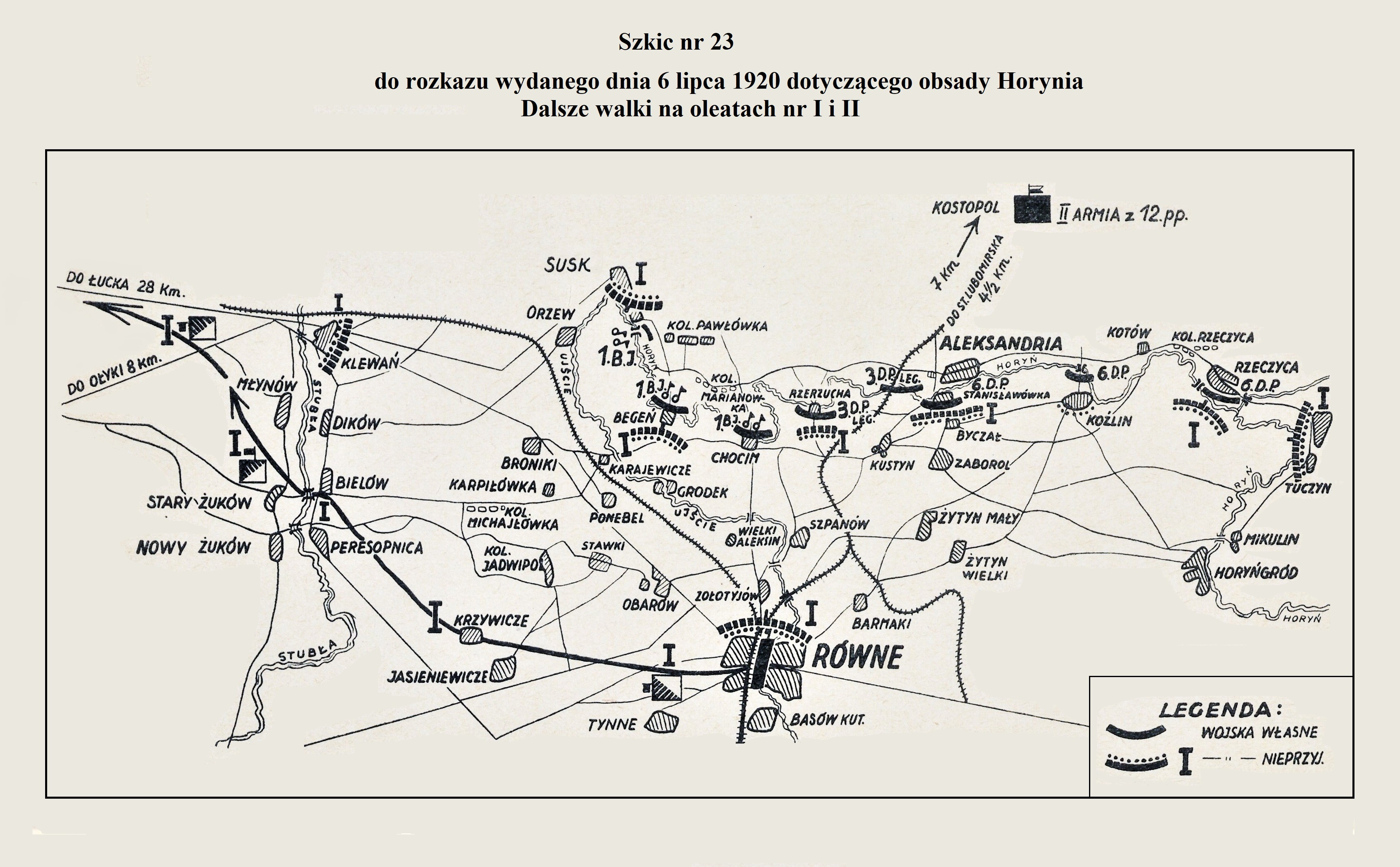
Gen. Kazimierz Raszewski, Wspomnienia z własnych przeżyć do końca roku 1920